# Bulbine asphodeloides
Bulbine asphodeloides är en grästrädsväxtart som först beskrevs av Carl von Linné, och fick sitt nu gällande namn av Spreng.. Bulbine asphodeloides ingår i släktet bulbiner, och familjen grästrädsväxter. Inga underarter finns listade i Catalogue of Life.

## Bildgalleri

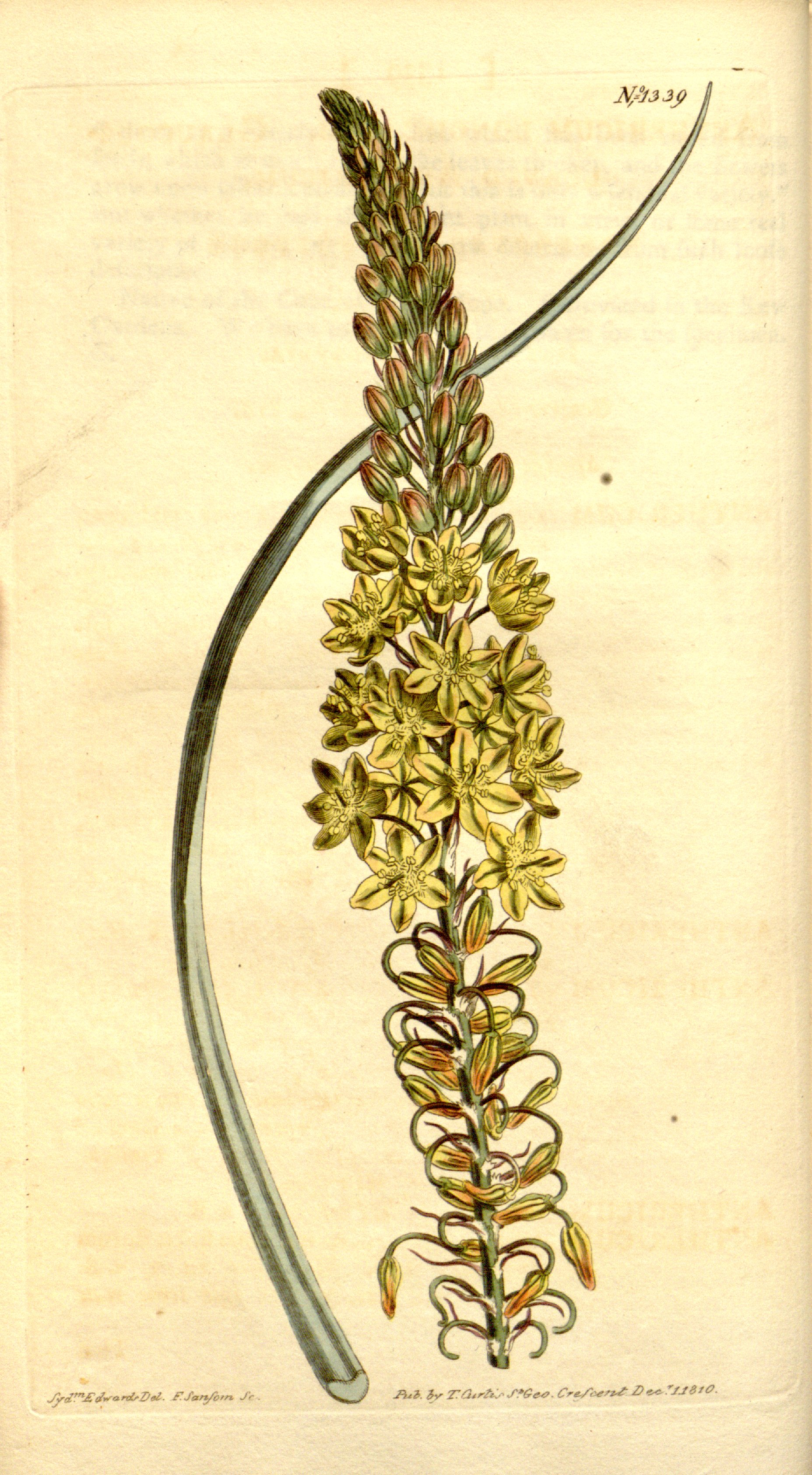
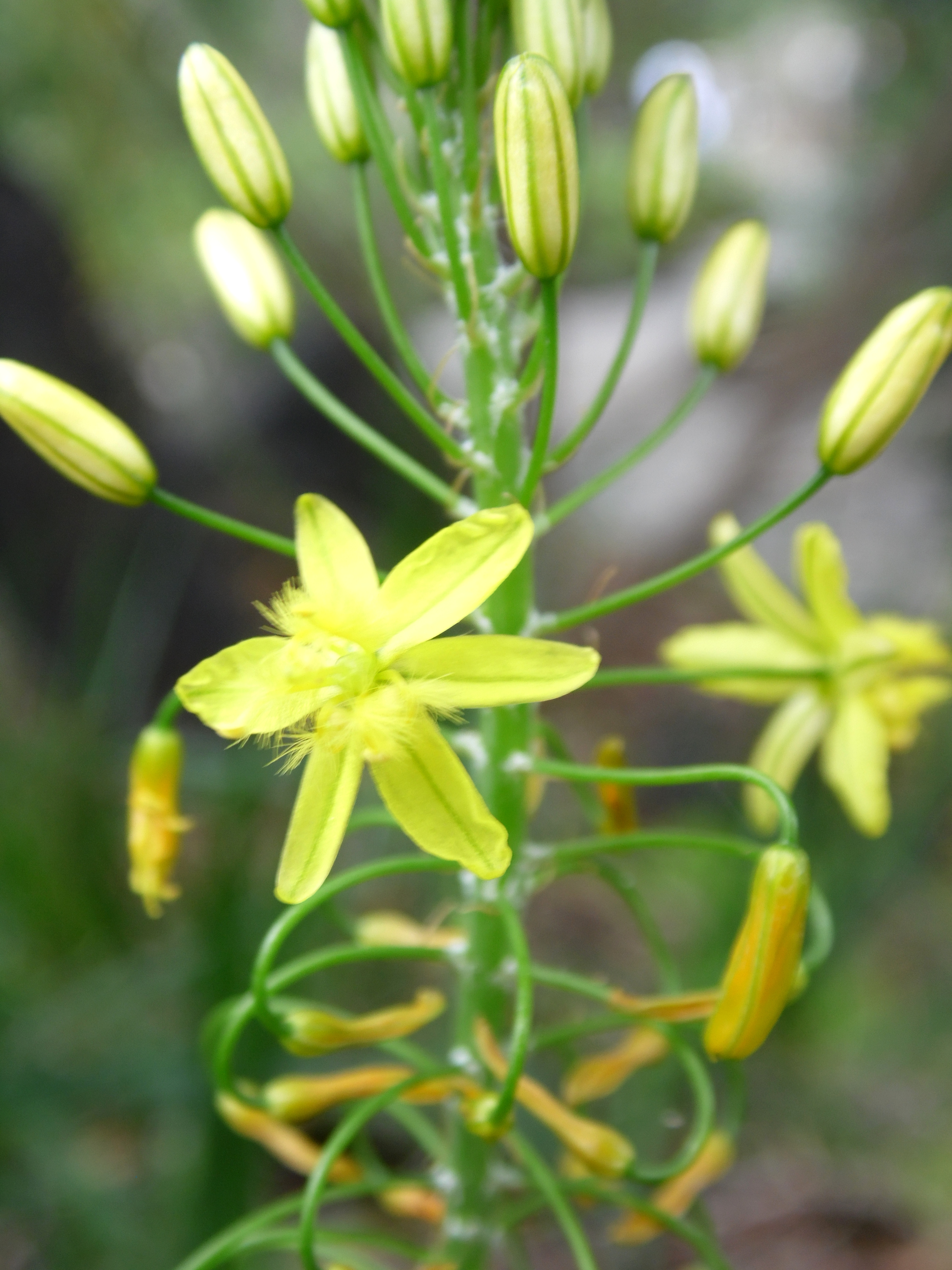